# Johann August Ephraim Goeze
Johann August Ephraim Goeze, född den 28 maj 1731 i Aschersleben, död den 27 juni 1793 i Quedlinburg, var en tysk präst och naturforskare, bror till Johann Melchior Goeze.
Goeze, som var hovdiakon i Quedlinburg, började först vid 40 års ålder ägna sig åt naturvetenskaperna och gjorde däri sådana framsteg, att han snart nämndes bland Tysklands mest framstående naturhistoriker på den tiden. Bland hans lärda skrifter märks Entomologische Beyträge zu des Ritters Linné 12. Ausgabe des Natursystems (1777-83) och Versuch einer Naturgeschichte der Eingeweidewürmer (1782), med Nachtrag (1800). Han översatte även till tyskan Charles De Geers Mémoires (Nürnberg, 1778-83). Genom flera folkskrifter bidrog han kraftigt att skingra vidskepelse och fördomar.